# Teatro Spazio Bixio
Il Teatro Spazio Bixio è una struttura teatrale di Vicenza inaugurata nel 2005.
All'interno del sistema teatrale della città si contraddistingue per la particolare capienza di 99 posti collocati su una gradinata che, all'occorrenza, si abbassa e scompare.
Fin dalla sua inaugurazione è diventato punto di riferimento per la sperimentazione e ha caratterizzato da sempre il cartellone dei suoi spettacoli prediligendo il teatro contemporaneo, i monologhi, il cabaret, le letture poetiche e la danza moderna. La capienza ridotta inoltre permette a spettatore ed attore di entrare maggiormente in relazione rispetto ad un teatro dai grandi numeri.
Dal 2008 l'associazione TheamaTeatro ne cura la programmazione degli spettacoli e promuove corsi teatrali per bambini e giovani.